# 미래의 이브

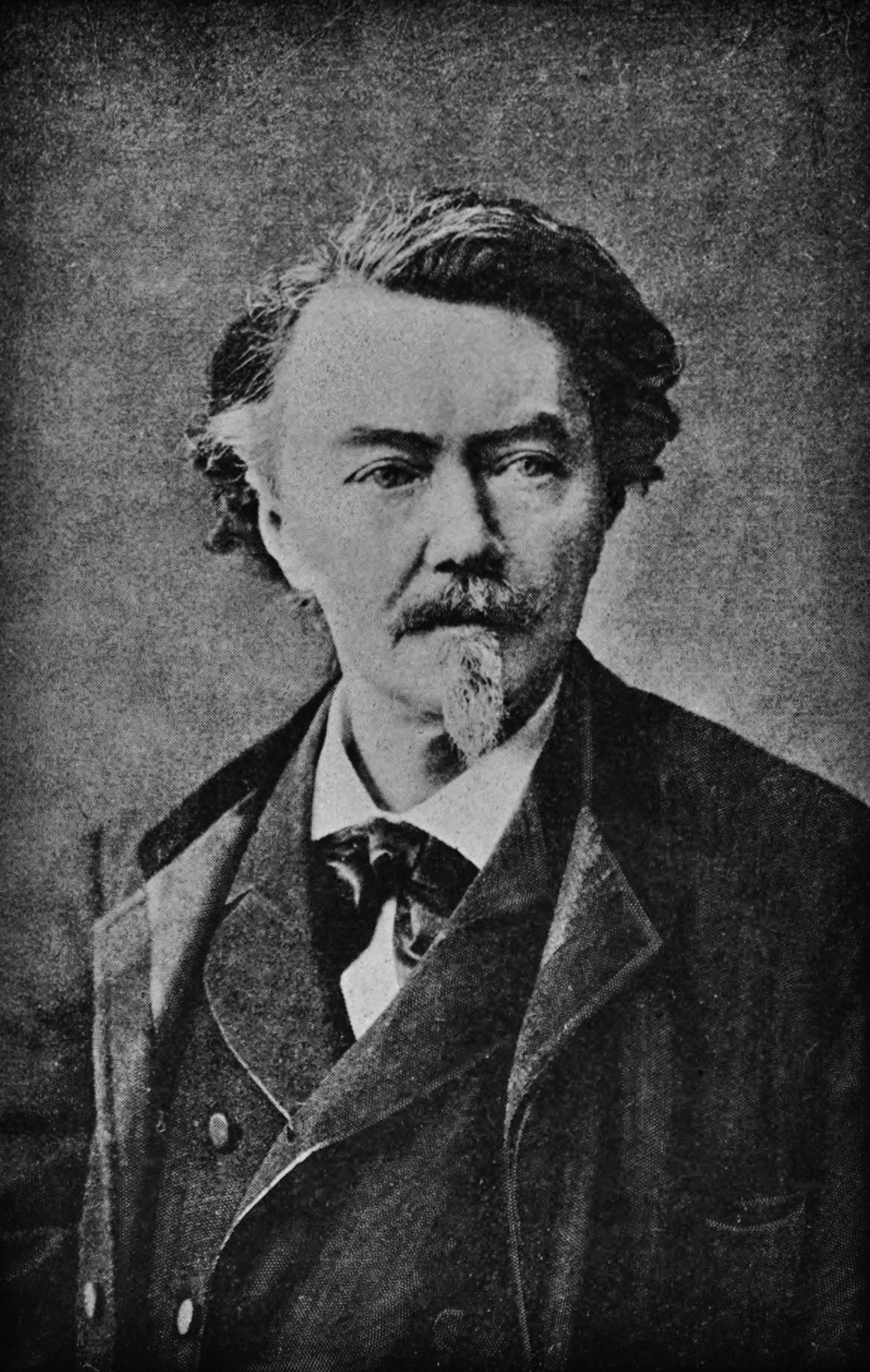

미래의 이브(프랑스어: L'Ève future, 영어: The Future Eve)는 프랑스의 저자 오귀스트 드 빌리에 드 릴라당이 쓴 상징주의 SF 장편 소설이다. 1878년 저작이 시작되어 1886년 처음 출간된 이 소설은 안드로이드라는 용어를 보급한 것으로 알려져 있다.

## 등장인물
- 토머스 에디슨
- 에왈드경(Lord Ewald)
- 알리시아(Alicia Clarey)
- 아달리(Hadaly)
- 소와나(Sowana)
- 미스터 앤더슨
- 미스 이블린
- 미시즈 앤더슨

## 대중문화
오시이 마모루의 영화 이노센스는 미래의 이브의 인용과 함께 막을 연다: "우리의 신과 희망이 과학적 현상에 불과하다면 우리의 사랑 또한 과학적이라고 언급되어야 한다."("If our gods and hopes are nothing but scientific phenomena, then it must be said that our love is scientific as well.")